# إدارة المقاولين
إدارة المقاولين هي إدارة العمل الذي يتم تفويضه لصالح شركة فردية. تنفذ إدارة المقاولين نظاما يدير معلومات صحة وسلامة المقاولين ومعلومات التأمين وبرامج التدريب والوثائق الخاصة بالمقاول وصاحب العمل الرئيسي. يتطلب معظم العقود الحديثة استخدام فعال لبرامج إدارة العقود للمساعدة في الإدارة بين الأطراف المتعددة.

## المخاطر والسيطرة
تزيد المخاطر مع فقدان السيطرة على العمل المفوض للمقاولين. يمنح الاحتفاظ بالعمل داخل الشركة العميلة سيطرة كاملة على الإنتاج أو الخدمات المقدمة بما في ذلك الجودة والمتانة والاستقرار. يقلل تفويض العمل من مقدار السيطرة الذي يتمتع به العميل الرئيسي على هذه الجوانب. بينما يمكن وضع عقود واتفاقيات للتحكم في المنتج النهائي لا يمكن للعميل الرئيسي أن يكون على ثقة تامة بأن متطلباته تم تلبيتها.
مع استمرار تفويض الإنتاج تواجه الشركات صعوبة في توحيد عمليات إدارة المقاولين الخاصة بها. تتغير المتطلبات واللوائح التي تفرضها إدارة السلامة والصحة المهنية في الولايات المتحدة وجهات التحكم الأخرى باستمرار. تحتاج الشركات إلى رؤية كاملة لجودة العمل الذي قام به المقاولون المستأجرون في الماضي ويقومون به الآن وهذا غالبا ما يكون صعبا.
هناك أدوات يمكن أن تقيس مستوى أداء المقاول. على سبيل المثال تم دمج نظام التحكم في الوصول إلى المصفاة مع برامج إدارة العقود في العديد من مصافي النفط الكبيرة. يوفر هذا الوصول في الوقت الحقيقي إلى أداء قوة عمل المقاول داخل المصفاة.

## المكونات
تعتمد إدارة المقاولين الفعالة أولا على نموذج موحد للتأهيل المسبق. يجب أن يتيح نموذج التأهيل المسبق وظائف مخصصة حسب الحاجة. يضمن نموذج التأهيل المسبق أن الخطوات اللازمة موجودة لعمل المقاول بطريقة آمنة ومستدامة قبل إقامة اتفاق أو السماح للبائع بالدخول إلى الموقع.
يتم تقديم نموذج التأهيل المسبق (أو شرح المتطلبات) قبل عملية التأشير أو العرض للتأكد من تضمين المتطلبات في خطط العمل والميزانيات.
تحديدا يتيح نموذج التأهيل المسبق للمنظمة تتبع أهم جانب في إدارة المقاولين - التأهيل المسبق للمقاولين عبر هذه الديناميات الأساسية:
- الاستقرار المالي.
- تاريخ الاستشهاد بالتنظيمات.
- إحصاءات وبرامج السلامة والصحة.
- برامج حماية البيئة.
- فحوصات الخلفية وبرامج الأمان.
- الاستدامة / الاستسلام الاجتماعي والبرامج بما في ذلك حقوق الإنسان.
- متطلبات محددة للموقع (حسب الحاجة).
- المشاريع الكبرى التي تم تنفيذها، بما في ذلك المراجع.
- مدة تواجد المقاول في الأعمال.
- الخدمات المقدمة وتصنيف المخاطر بناء على تجارة المقاول.
- تغطية التأمين والحدود والمؤمن عليه إضافيا والتنازل عن الإحالة.

يتم استخدام نموذج التأهيل المسبق الشامل مع كل هذه المكونات للتحقق من معدلات الحوادث وضمان أن شهادة التأمين للمقاول متوافقة مع متطلبات الشركة.
يتم مراجعة نموذج التأهيل المسبق بعد ذلك بناء على سجلات إدارة السلامة والصحة المهنية ومعدلات تعديل التجربة لاكتشاف أي تناقضات والتحقق من حالة ترخيص المقاول. في النهاية يتم الاتصال بالمراجع لتزويد تاريخ العمل الفعلي والخبرة للتحقق الإضافي من تأهيل المقاول لأداء العمل في تلك الموقع.

## التدقيق
بمجرد ملء نموذج التأهيل المسبق يجب مراقبة المقاول للامتثال وهذا جزء هام من إدارة المقاولين. يتم إجراء تدقيق بناء على الخدمات التي يقوم بها المقاول والمخاطر المرتبطة بهذه الخدمة.
بالنسبة للمقاولين المشاركين في تجارة ذات مخاطر أعلى (مثل الكهربائيين وقف العمل ووضع العلامات وعمال الفضاء المحصور) يعد التدقيق جزءا أساسيا من مراجعة برنامج السلامة للمقاول. يشارك العديد من هؤلاء العمال ذوي المخاطر العالية في حالات قد تهدد الحياة ويجب أن يظهروا قدرتهم على حماية الموظفين وعملائهم من المواقف الضارة.
لتحديد ما إذا كان المقاول يمتلك فهما كافيا للعمل الذي سيتم تنفيذه ومعايير السلامة التي يجب اتباعها يتم طرح الأسئلة التالية:
1. هل برنامج السلامة الحالي كافٍ؟
2. هل تم تنفيذ برنامج السلامة الكتابي؟
3. هل يتم إجراء فحص للمعدات الحرجة؟
4. هل يسمح البرنامج بالتخصيص استنادا إلى المخاطر؟
5. هل يكون برنامج السلامة محددا للمقاول والخدمات المقدمة؟
6. هل يتم التعامل مع البرامج الأساسية استنادا إلى الخدمات التي ستتم تنفيذها؟
7. هل هناك طريقة للتأكد من أن التدريب استنادا إلى البرامج الكتابية يتم تنفيذه؟
8. هل يتم استخدام تحليلات المخاطر الوظيفية[6] وفحوصات مواقع العمل وتقنيات التعرف على المخاطر وتخفيفها الأخرى وتوثيقها؟

تستخدم هذه الأسئلة بعد ذلك كمؤشرات لتحديد مستوى أداء المقاول. يضمن التدقيق أن المقاول قد أعد ويطبق إرشادات السلامة في ممارساته اليومية. في الأساس يوفر التدقيق تأكيدا من جهة خارجية على أن المعلومات المقدمة في نموذج التأهيل المسبق دقيقة وحديثة.

## قاعدة البيانات
يمكن استخدام قاعدة البيانات لتسجيل والوصول إلى بيانات الموردين ضمن برنامج إدارة المقاولين. يجب تحديث قاعدة البيانات بانتظام لضمان إبقاء جميع أصحاب المصلحة على علم بأي تغييرات خاصة إذا كان يتم استخدام برنامج إدارة المقاولين للقضاء على المقاولين ذوي الأداء الضعيف. يُسهّل استخدام قاعدة بيانات إدارة المقاولين عبر الإنترنت مشاركة بيانات المقاولين بتنسيق آمن مع جميع المستخدمين الضروريين باستخدام توافر على مدار الساعة وطوال أيام السنة.

## الفوائد
الهدف من برنامج إدارة المقاولين هو تركيز وتأهيل ومتابعة القوة العاملة المؤقتة. نتيجة لتنفيذ برنامج إدارة المقاولين يمكن للمؤسسة توقع تحقيق بعض أو جميع الفوائد التالية:
1. توفير التكاليف.
2. تحسين علاقات الموردين والعملاء.
3. استقدام مقاولين وموردين ذوي جودة أعلى.
4. تقليل الأعمال الورقية للمالكين والمقاولين. بعض برامج إدارة المقاولين هي منصات برمجيات قائمة على السحابة تتيح للمقاولين إدارة تصاريحهم وتراخيصهم وتدريبهم وسجلاتهم وغيرها من القضايا التي تسهم في الامتثال المؤسسي والتنظيمي.
5. مشاركة فورية للمعلومات وتأهيل دائم.
6. تقليل المخاطر - تحسين مستمر في مراقبة الخسائر.
7. الانتقال نحو استخدام المؤشرات الرائدة بدلا من المؤشرات المتأخرة.
8. زيادة الوعي لدى المقاولين بالقوانين وأفضل الممارسات مثل VPP و PSM.

هذه المزايا سواء كانت فورية أو طويلة الأمد. يمكن لبرنامج شامل لإدارة المقاولين عبر الويب من شركة موثوقة أن يوفر أساسا موثوقا لتأهيل المقاولين والموردين وغيرهم من مزودي السلع والخدمات.

## مواجهة المخاطر
هناك اعتباران رئيسيان عند إدارة المقاولين. الأول هو تحديد المعايير المطلوبة للتقييم والثاني هو تطوير عملية إدارة فعالة لتقييم هذه المعايير. هناك عدد من المعايير التي يمكن تقييم سلامة المقاول بناء عليها مثل المعلومات التاريخية والاتجاهات المستقبلية.